# Челлендж-лига
Челлендж-Лига (Swiss Challenge League) — вторая по значимости футбольная лига Швейцарии. Соревнования проводятся под эгидой Швейцарского Футбольного Союза. В розыгрыше принимают участие 10 клубов из Швейцарии и Лихтенштейна, так как Лихтенштейн не имеет национальной лиги.

## История
Национальная лига Швейцарии в современном виде была основана в 1933 году. До 2012 года в Челлендж-лиге принимало участие 16 команд.
На протяжении своей истории Челлендж-Лига носила следующие названия:
- 1897—1922 — Серия Б.
- 1922—1930 — Серия Промоушн.
- 1930—1931 — 2-я Лига.
- 1931—1944 — 1-я Лига.
- 1944—2003 — Национальная Лига Б.
- 2003—2008 — Челлендж-Лига.
- 2008—2009 — Дозенбах Челлендж-Лига.
- 2009—2013 — Челлендж-Лига.
- 2013—н. в. — Brack.ch Челлендж-Лига.

## Структура розыгрыша
Участвующие в соревновании клубы проводят между собой четырёх круговой турнир, по итогам которого победитель выходит в Суперлигу. В свою очередь клуб, занявший в Суперлиге последнее, десятое место, выбывает в Челлендж-Лигу.
Команда, занявшая второе место, играет два матча — дома и на выезде — с предпоследней, девятой командой Суперлиги. Победитель этого противостояния также получает право играть в Суперлиге на следующий сезон. Начиная с сезона 2012/13 схема турнира проведения существенно упростилась — в Суперлигу выходил только победитель Челлендж-лиги, а последняя по итогам сезона команда выбывала в Первую Лигу Промоушен. Стыковые матчи не проводились вплоть до окончания сезона 2017/2018. Но на собрании представителей двадцати клубов двух главных дивизионов Швейцарии единогласно было принято решение о возвращении стыковых матчей между предпоследней командой Суперлиги и второй командой Челлендж-лиги.

## Последние сезоны
| Сезон     | Первое место | Второе место | Игры плей-офф                                                                                  | Понижение                    | Понижение     |
| --------- | ------------ | ------------ | ---------------------------------------------------------------------------------------------- | ---------------------------- | ------------- |
| 2003–04   | Шаффхаузен   | Вадуц        | Ксамакс 2:0 Вадуц 2:1 Ксамакс выиграл 3:2 по сумме двух матчей                                 | Делемон1                     |               |
| 2004–05   | Ивердон      | Вадуц        | Шаффхаузен 1:1 Вадуц 0:1 Шаффхаузен выиграл 2:1 по сумме двух матчей                           | Баден2                       | Булле         |
| 2005–06   | Люцерн       | Сьон         | Сьон 0:0 Ксамакс 0:3 Сьон выиграл 3:0 по сумме двух матчей                                     | Баден                        | Мейрин        |
| 2006–07   | Ксамакс      | Беллинцона   | Беллинцона 1:2 Арау 3:1 Беллинцона Арау выиграл 5:2 по сумме двух матчей                       | Болм                         | Ювентус       |
| 2007–08   | Вадуц        | Беллинцона   | Беллинцона 3:2 Санкт-Галлен 0:2 Беллинцона выиграла 5:2 по сумме двух матчей                   | Делемон3 Кринс3              | Кьяссо Хам    |
| 2008–09   | Санкт-Галлен | Лугано       | Лугано 1:0 Люцерн 5:0 Лугано Люцерн выиграл 5:1 по сумме двух матчей                           | Локарно4                     | Госсау4       |
| 2009–10   | Тун          | Лугано       | Беллинцона 2:1 Лугано 0:0 Беллинцона выиграла 2:1 по сумме двух матчей                         | Ле Мон                       | Госсау        |
| 2010–11   | Лозанна      | Серветт      | Беллинцона 1:0 Серветт 3:1 Беллинцона Серветт выиграл 3:2 по сумме двух матчей                 | Шаффхаузен                   | Ивердон       |
| 2011–12   | Санкт-Галлен | Арау         | Сьон 3:0 Арау 1:0 Сьон выиграл 3:1 по сумме двух матчей                                        | Ньон5 Этуаль Каруж5 Делемон5 | Кринс5 Брюль5 |
| 2012–13   | Арау         | Беллинцона6  |                                                                                                | Беллинцона6                  |               |
| 2013–14   | Вадуц        | Лугано       |                                                                                                | Локарно                      |               |
| 2014–15   | Лугано       | Серветт7     |                                                                                                | Биль-Бьенн7                  |               |
| 2015–16   | Лозанна      | Ксамакс      |                                                                                                | Биль-Бьенн                   |               |
| 2016–17   | Цюрих        | Ксамакс      |                                                                                                | Ле Мон                       |               |
| 2017–18   | Ксамакс      | Шаффхаузен   |                                                                                                | Волен                        |               |
| 2018–19   | Серветт      | Арау         | Арау 4:0 Ксамакс 4:0 (5:4 по пен.) Арау Ксамакс выиграл 4:4 (5:4 по пен.) по сумме двух матчей | Рапперсвиль-Йона             |               |
| 2019–20   | Лозанна      | Вадуц        | Вадуц 2:0 Тун 4:3 Вадуц выиграл 5:4 по сумме двух матчей                                       | 8                            |               |
| 2020/2021 | Грассхоппер  | Тун          | Сьон 4:1 Тун 3:2 Сьон выиграл 6:4 по сумме двух матчей                                         | Кьяссо                       |               |

| 1 Сьон был допущен в лигу 29 октября 2003 года, после начала сезона, то есть стал 17-м клубом Лиги. В сезоне 2004-2005 количество клубов было увеличено до 18, только один клуб вылетел в 1-ю Лигу, а два повысились. 2 Баден не вылетел из Лиги так как Серветт был понижен в 1-ю Лигу из-за банкротства. 3 Делемон и Кринс были также понижены из-за сокращения количества команд в лиге до 16. 4 Локарно и Госсау не были понижены так как Конкордия и Ла-Шо-де-Фон были лишены лицензий. 5 В сезоне 2011/2012 в 1-ю Лигу Промоушен должны были вылетать команды, занявшие в Челлендж-лиге 11—16-е места. Однако из-за того, что выступавший в Суперлиге Ксамакс обанкротился и был исключён из чемпионата, ни одна из команд Суперлиги не заняла последнего, десятого места в турнирной таблице и, следовательно, не получила право участвовать в Челлендж-лиге в следующем сезоне. Таким образом, оставшуюся вакансию заняла одиннадцатая команда Челлендж-лиги 2011/2012 — Волен, а лигу покинули лишь пять команд. 6 Беллинцона была лишена семи очков из-за финансовых нарушений. Кроме того, Швейцарская футбольная лига лишила клуб лицензии для выступления в Челлендж-лиге на следующий сезон, поэтому команда покинула дивизион. Занявший последнее место Локарно остался в лиге на следующий сезон. 7 Швейцарская футбольная лига 1 июня 2015 года отказала Серветт в лицензии на участие в 1-й Лиге, так что клуб должен был её покинуть. Биль-Бьенн остался в Лиге вместо Серветт. 8 Так как сезон был прерван 30 апреля 2020, в этом сезоне нет команд покинувших Лигу. |

## Победители
С момента образования 1-й Лиги победителями первенства становились следующие клубы:
| Клуб                          | Количество титулов | Годы                                     |
| ----------------------------- | ------------------ | ---------------------------------------- |
| Винтертур                     | 7                  | 1956, 1959, 1966, 1968, 1982, 1984, 2022 |
| Санкт-Галлен                  | 6                  | 1935, 1939, 1949, 1971, 2009, 2012       |
| Люцерн                        | 5                  | 1936, 1953, 1967, 1974, 2006             |
| Беллинцона                    | 4                  | 1944, 1976, 1980, 2000                   |
| Кантональ Нёвшатель и Ксамакс | 4                  | 1950, 1973, 2007, 2018                   |
| Ла-Шо-де-Фон                  | 4                  | 1938, 1943, 1979, 1983                   |
| Лозанна                       | 4                  | 1932, 2011, 2016, 2020                   |
| Лугано                        | 4                  | 1954, 1961, 1964, 2015                   |
| Цюрих                         | 4                  | 1941, 1947, 1958, 2017                   |
| Базель                        | 3                  | 1940, 1942, 1946                         |
| Вадуц                         | 3                  | 2003, 2008, 2014                         |
| Гренхен                       | 3                  | 1937, 1985, 1987                         |
| Урания                        | 3                  | 1948, 1955, 1965                         |
| Янг Бойз                      | 3                  | 1933, 1998, 2001                         |
| Бьен                          | 2                  | 1957, 1975                               |
| Виль                          | 2                  | 1999, 2002                               |
| Грассхоппер                   | 2                  | 1951, 2021                               |
| Кьяссо                        | 2                  | 1962, 1972                               |
| Локарно                       | 2                  | 1945, 1986                               |
| Фрибур                        | 2                  | 1952, 1960                               |
| Шаффхаузен                    | 2                  | 1963, 2004                               |
| Этуаль                        | 2                  | 1977, 1997                               |
| Ивердон-Спорт                 | 2                  | 2005, 2023                               |
| Сьон                          | 2                  | 1970, 2024                               |
| Веве                          | 1                  | 1981                                     |
| Веттинген                     | 1                  | 1969                                     |
| Арау                          | 1                  | 2013                                     |
| Кринс                         | 1                  | 1996                                     |
| Кройцлинген                   | 1                  | 1934                                     |
| Нордштерн                     | 1                  | 1978                                     |
| Серветт                       | 1                  | 2019                                     |
| Тун                           | 1                  | 2010                                     |

## Лучшие бомбардиры
| Сезон   | Игрок            | Клуб              | Голы |
| ------- | ---------------- | ----------------- | ---- |
| 2003/04 | Франсиско Нери   | Шаффхаузен        | 17   |
| 2004/05 | Франсиско Агирре | Ивердон           | 24   |
| 2005/06 | Жан-Мишель Чуга  | Люцерн            | 27   |
| 2006/07 | Морено Меренда   | Нёвшатель Ксамакс | 22   |
| 2007/08 | Гаспар           | Вадуц             | 31   |
| 2008/09 | Винченцо Ренелла | Лугано            | 24   |
| 2009/10 | Ник Прошвиц      | Вадуц             | 23   |
| 2010/11 | Михаэль Родригес | Делемон           | 18   |
| 2011/12 | Армандо Садику   | Локарно           | 19   |
| 2012/13 | Армандо Садику   | Лугано            | 20   |
| 2013/14 | Патрик Россини   | Шаффхаузен        | 22   |
| 2014/15 | Игор Тадич       | Шаффхаузен        | 19   |
| 2015/16 | Жослен Ру        | Виль              | 20   |
| 2016/17 | Жан-Пьер Нсаме   | Серветт           | 23   |
| 2017/18 | Рафаэль Нуццоло  | Нёвшатель Ксамакс | 26   |
| 2018/19 | Нико Зигрист     | Серветт           | 16   |
| 2019/20 | Алдин Туркеш     | Лозанна           | 22   |
| 2020/21 | Родриго Поллеро  | Шаффхаузен        | 19   |
| 2021/22 | Хоакин Ардаис    | Шаффхаузен        | 20   |
| 2022/23 | Брайтон Лабо     | Лозанна           | 19   |

1. ↑  DIE BARRAGE IST ZURÜCK IN DER SFL. Дата обращения: 23 июня 2018. Архивировано 23 июня 2018 года.
2. ↑  С 1988 по 1995 годы Национальная Лига Б была разделена на несколько групп.